# 張嘉児
張 嘉児（Kayi Cheung、チョン・ガーイー、1983年11月18日 - ） は、香港の女性ファッションモデル。2007年度ミス香港。Miss Vitality Ambassador awardも受賞した。
国籍はカナダ。ブリティッシュコロンビア大学（過去に美の女王を輩出してきた大学）に通った。